# Kristine W
Kristine W, född Kristine Elizabeth Weitz 3 juni 1962 i Pasco, Washington, USA, är en amerikansk sångare, låtskrivare, musikproducent och skivbolagsägare (Fly Again Music).
Kristine W fick sin första hit med singeln "Feel What You Want" 1994 för skivbolaget Champion Records. Den 22 januari 2005 toppade Kristine W den amerikanska Billboardlistan kallad "Billboard Dance Club Songs" med den tredje singeln från albumet Fly Again; "The Wonder of It All". Singeln var hennes åttonde raka listetta. Kristine W blev dermed den artist som haft flest ettor i rad på denna lista. Det tidigare rekordet innehölls av Madonna och Janet Jackson som båda hade sju raka listettor.

## Diskografi
Studioalbum
- 1995 – Perfect Beat (Plain Rap Records)
- 1997 – Land of the Living (RCA Records)
- 2000 – Stronger[4] (RCA Records)
- 2003 – Fly Again (Tommy Boy Entertainment)
- 2008 – Hey, Mr. Christmas  (Fly Again Music)
- 2009 – The Power of Music (Fly Again Music)
- 2010 – Straight Up with a Twist (Fly Again Music)

Singlar (med placering på Billboard Dance Club Songs)
- 1985 – "Head Games"
- 1985 – "No One Can Tell Me"
- 1989 – "All I Need Is Your Love"
- 1991 – "Show And Tell"
- 1994 – "Feel What You Want" (#1)[5]
- 1996 – "One More Try" (#1)
- 1996 – "Land of the Living" (#1)
- 2000 – "Stronger" (#1)
- 2001 – "Lovin' You" (#1)
- 2003 – "Fly Again" (#1)
- 2004 – "Save My Soul" (#1)
- 2005 – "The Wonder of It All" (#1)
- 2006 – "I'll Be Your Light" (#2)
- 2008 – "The Boss" (#1)
- 2008 – "Never" (#1)
- 2009 – "Love Is the Look" (#1)
- 2009 – "Be Alright" (#1)
- 2009 – "The Power of Music" (#1)
- 2011 – "Fade" (#1)
- 2012 – "Everything That I Got" (#4)
- 2013 – "So Close to Me" (#2)
- 2014 – "Love Come Home (2014 Remake)" (#4)
- 2016 – "Out There"	(#3)
- 2017 – "Stars"

Samlingsalbum
- 2012 – New & Number Ones (Fly Again Music)
- 2013 – New & Number Ones Club Mixes Part One (Fly Again Music)
- 2013 – New & Number Ones Club Mixes Part Two (Fly Again Music)